# Vuk Drašković
Vuk Drašković (n. 29 noiembrie 1946, Meda, Banatul Central, Jitiște⁠(d), RP Serbia, RSF Iugoslavia) este un eseist, jurist, scriitor și om politic sârb, fost ministru al afacerilor externe al Serbiei și Muntenegrului.

## Biografie selectivă

### Educație
Vuk Drašković s-a născut la Međa, în Banatul sârbesc.  Școala elementară a absolvit-o la Fojnica, liceul la Gacko, iar Facultatea de Drept la Belgrad.

### Scrieri semnificative
Prin scrierile sale a devenit și este un nume de primă mărime în peisajul prozei sârbe contemporane.  Opera sa de până acum cuprinde romanele: 
- Judecătorul (Sudija),
- Cuțitul (Nož),
- Rugăciune I-II (Molitva I-II) și
- Noaptea generalilor (Noć đenerala),

precum și două volume de eseistică polemică. Este tradus în engleză, franceză, greacă, slovenă, română, etc.

### Om politic
În ultimii ani ai regimului Milošević, asupra sa au fost organizate mai multe atentate, la ultimul, cel de lângă Budva (Muntenegru), fiind ucis șoferul său.
În prezent este ministru de externe al Uniunii Statale Serbia și Muntenegru.
1. ↑  Vuk Draskovic, Munzinger Personen, accesat în 9 octombrie 2017